# Rainberry, Inc.
Rainberry, Inc. (ранее BitTorrent, Inc.) — частная американская компания со штаб-квартирой в Сан-Франциско, штат Калифорния, которая отвечает за разработку и развитие BitTorrent peer-to-peer протокола, а также постоянное развитие μTorrent и BitTorrent, двух клиентов этого протокола.
Сегодня файлы, которые использует BitTorrent протокол для передачи данных составляют большую часть всего сетевого трафика. Компания была основана 22 сентября 2004 года Брэмом Коэном (Bram Cohen) и Ашвином Невином (Ashwin Navin).
В июне 2018 года компания была продана миллиардеру, создателю криптовалюты TRON Джастину Сану (Justin Sun).
24 июля 2018 года компания официально подтвердила приобретение сервиса BitTorrent блокчейн-платформой TRON. Ориентировочная сумма сделки 126 млн. долларов. Компания-разработчик протокола BitTorrent перенесет свою деятельность в офис TRON в Сан-Франциско.

## Продукты

### BitTorrent
BitTorrent — кроссплатформенный клиент для файлообмена по протоколу BitTorrent, разработанный создателем протокола — Брэмом Коэном. Написан на языке Python (а для Windows на C++). Существуют версии для ОС Windows, macOS. Для Solaris и OpenSolaris доступна сборка на сайте Blastwave. Начиная с версии 6.0 BitTorrent клиент претерпел ребрендинг.

### μTorrent
μTorrent — бесплатный с закрытым исходным кодом клиент BitTorrent принадлежащий Rainberry, Inc. Наиболее широко используемый BitTorrent клиент за пределами Китая. Доступен для Windows и macOS. µTorrent Server доступен для Linux. Все версии написаны на C++. 7 декабря 2006 года, μTorrent был приобретён Rainberry, Inc, как было объявлено на официальном форуме.

### BitTorrent/μTorrent Plus
Plus версии BitTorrent и μTorrent представляют собой premium версии программного обеспечения с дополнительными функциями, которые загружаются и устанавливаются, когда пользователь заплатит за обновления $19.95. Предварительные продажи Plus версий были анонсированы 29 ноября 2011 года, а сами обновления стали доступны 8 декабря 2011 года.
Когда пользователь проходит модернизацию Plus версии μTorrent или BitTorrent они предоставляют следующие особенности:
- Антивирусная защита для полученных .torrent-файлов.
- Встроенный HD медиаплеер[9].
- Перекодировка с помощью медиакодеков.
- Удалённый доступ к файлам в библиотеке клиента.

### BitTorrent Live (бета)
Бета-версия платформы BitTorrent Live о которой было впервые объявлено в сентябре 2011 года, а впервые публично испытана 14 октября 2011 года, в настоящее время используется для демонстрации потоковых событий музыкальных актов и DJs.

### BitTorrent Sync
Сервис для синхронизации файлов и резервного копирования по протоколу BitTorrent между произвольными устройствами.

### Share (alpha)
Изначально выпущен как альфа-сервис в μTorrent клиенте в закрытую группу пользователей Windows. Share разрабатывается от BitTorrent, был публично открыт 5 января 2012 года. Позиционирует себя как дружелюбное десктопное приложение. Share использует BitTorrent протокол, чтобы дать возможность пользователям делиться персональными фотографиями, видео и прочими файлами в частных группах. На официальном сайте пользователям Windows предлагается автономный клиент, в то время как Mac пользователи получают поддержку Share в сборке μTorrent.

### Project Atlas
В августе 2018 года Rainberry анонсировали проект Project Atlas, реализующий криптовалютную инфраструктуру на базе протокола BitTorrent.
В дальнейшем такая система должна стимулировать пользователей выступать в роли сида за вознаграждение в виде криптовалюты.

### Другие продукты и сервисы
Также Rainberry, Inc предлагает BitTorrent DNA (Delivery Network Accelerator), это служба свободной доставки контента на основе BitTorrent протокола, который позволяет контент-провайдерам распространять собственный контент, используя пропускную систему своих пользователей.

## Лицензирование
Ко всему прочему, Rainberry, Inc. в обязательном порядке лицензирует собственные технологии и бренды для корпоративных клиентов. Разработчики программного обеспечения BitTorrent предлагают механизм SDK (Software Development Kit) для устройств, который позволяет интегрировать технологию BitTorrent на их аппаратные или программные продукты.

## Награды
- В апреле 2006 года BitTorrent была выбрана в качестве финалиста в «Red Herring 100 North America»[20].
- В июне 2007 года компания вошла в рейтинг «Webware топ-100» от журнала CNET’s[21].
- В июне 2007 года BitTorrent была удостоена «2007 DCIA Innovator’s Award»[22].
- В ноябре 2007 года BitTorrent получила потоковый мультимедиа выбор читателей[23].
- В мае 2010 года BitTorrent была признана одной из «2010 Hottest San Francisco Companies» на Lead411[24].

## Стандарты работы
Rainberry, Inc. также способствует развитию BitTorrent протокола через R&D и открытых спецификаций. Также компания вносит свой вклад через более широко сосредоточенные тела стандартов, таких как Internet Engineering Task Force (IETF) в рамках рабочей группы LEDBAT.

## Партнёры
Если верить данным сайта компании Rainberry Inc., то последняя объявила о партнёрских отношениях со многими компаниями, в число которых включены компании для венчурного капитала, Accel Partners и DCM, технологические партнеры ESA Flash Components, NTL:Telewest, Opera Software, Buffalo Technology, D-Link, IO Data, Marvell Semiconductors, Netgear, Planex Communications Inc и QNAP Systems, Inc..